# Muhyiddin Yassin

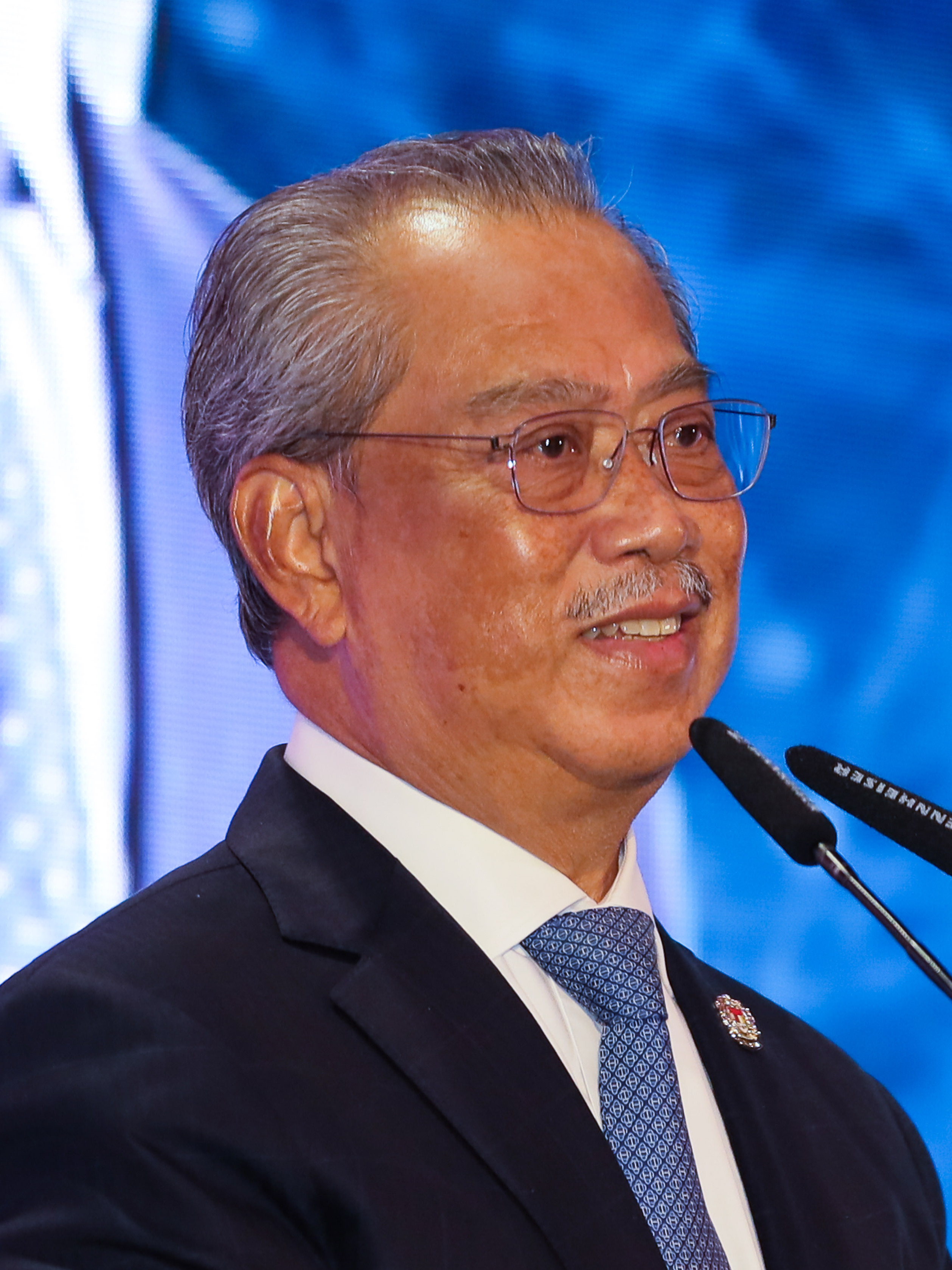

Tan Sri Dato' (Dr.) Haji Muhyiddin bin Haji Muhammad Yassin (Johor, 15 de maio de 1947) é um político malaio, foi Primeiro-Ministro da Malásia de 1 de março de 2020 até 21 de agosto de 2021.